# Parafia Wniebowzięcia Najświętszej Maryi Panny w Troszynie
Parafia pw. Wniebowzięcia Najświętszej Maryi Panny w Troszynie – parafia rzymskokatolicka należąca do dekanatu Mieszkowice, archidiecezji szczecińsko-kamieńskiej, metropolii szczecińsko-kamieńskiej.

## Historia parafii
Powstała 26 sierpnia 1990, wydzielona z parafii Narodzenia NMP w Zielinie. 

## Wspólnoty parafialne
Obecnie przy parafii swoją działalność prowadzą: Żywy Różaniec, ministranci, Rada Parafialna, Parafialny Zespół Caritas.

## Miejsca kultu

### Kościół parafialny
Budowla gotycka z 2. poł. XIII w., pierwotnie granitowa, zbudowana z kostki kamiennej na planie prostokąta, z wyodrębnionym prezbiterium na rzucie kwadratu; okna oraz szczyt wschodni i zachodni przemurowane cegłą. W latach 1873–1876 dobudowano wieżę, w 1986 zakrystię. We wnętrzu na uwagę zasługuje drewniane sklepienie pseudokolebkowe, empora chórowa i zdobne ławki z XIX w. Na przyległym cmentarzu nagrobki rodziny von Finckenstein. Całość założenia ogrodzona murem kamienno-ceglanym z ozdobną bramą wjazdową, obsadzoną lipą, bukiem czerwonolistnym i platanem.

### Kościoły filialne i kaplice
- Kościół Najświętszego Zbawiciela w Sitnie

## Zasięg parafii
W granicach parafii znajdują się miejscowości:
- Troszyn,
- Sitno,
- Kępa Troszyńska,
- Mirogniew,
- Wicin - obecnie zupełnie wyludniony.

## Proboszczowie
- ks. Jerzy Węgrzyn (25 sierpnia 1990 – 28 sierpnia 1993)
- ks. Józef Kozieł (28 sierpnia 1993 – 30 czerwca 1994)
- ks. Karol Wójciak (30 czerwca 1994 – 4 października 1997)
- ks. dr Julian Sadowski (4 października 1997 – 30 czerwca 2014)
- ks. Paweł Adam Nowotarski (od 1 lipca 2014)